# 雙子殺手
是一部於2019年上映的美國科幻動作驚悚片，由李安執導，大衛·班紐夫、達倫·萊姆克及比利·雷共同撰寫劇本。該片由威爾·史密斯、克萊夫·歐文、瑪麗·伊莉莎白·文斯蒂德與黃凱旋主演，劇情講述一名美國國防情報局（DIA）特務（史密斯飾演）被比自己年輕且強壯的複製人追殺。
該片源於達倫·萊姆克構思的一個概念。華特迪士尼影業與傑瑞·布洛克海默於1997年開始製作《雙子殺手》，原定導演為東尼·史考特和柯提斯·韓森，但最終因當時技術不夠發達而未能拍成。到了2016年，天空之舞传媒從迪士尼手中買下該片。電影的主體拍攝於2018年2月27日在美國喬治亞州的薩凡納開始，至同年7月完成外景拍攝。
《雙子殺手》於2019年10月11日在美國上映，包括標準2D、杜比影院、IMAX和高幀率版本，而部分影院則有著「3D+」版本。該片因剧情原因獲得多數影評人的負評，在美國上映的票房也不甚理想。

## 劇情
51岁的前美国海军陆战队侦察狙击手亨利·布洛根退伍后是美国国防情报局的特工，业务能力出色，最近获委派登上一列火车，暗杀一名未具名的生化恐怖分子。任务过程中，亨利获观察员告知一个女孩正接近目标，让他在最后关头开枪的时候迟疑了片刻，就算瞄准了目标人物的头，也只能打中颈部。亨利厌倦杀人任务，决定从政府部门退休。
亨利正适应退休生活的时候，遇到了船只租赁公司的经理丹妮。在丹尼的介绍下，亨利与老友杰克重逢，杰克说有个名叫尤里的线人告诉他，亨利杀掉的男子是无辜人。亨利想验证事情的真实性，让杰克与尤里见面。情报局局长拉西特发现亨利识破他们的诡计，决定派人灭他口，代号“双子座”（GEMINI）的精英私人军事部门主动请缨，但被拒绝。
亨利发现丹妮是上头派来监视她的特工，与她产生情愫。回到家中，亨利发现有政府特工破门而入的迹象，便打电话给观察员，但观察员连同杰克和他的情妇一道遇难。亨利警告丹妮注意袭击，之后设法清除前来的杀手，意识到当局是要他们两个人死。
亨利和丹妮去哥伦比亚找亨利的前同事拜伦，到他家暂避风头，为见尤里做准备。与此同时，克莱派出顶尖杀手刺杀亨利。打斗过程中，亨利发现这位刺客的相貌竟然和年轻的自己十分相像，打斗技能也很雷同。杀手受伤后来到安全屋，得知自己是克莱的“养子”小克。小克对自己和亨利相像的模样感到好奇，但克莱叫他只管完成任务。
亨利也被刺客相像的样貌感到困扰，丹妮认为对方应该是他的孩子，但被她否认。亨利渴望找到答案，于是让拜伦安排一辆湾流商务客机，带他们去匈牙利。丹妮对小克的样本进行DNA检测，发现他的DNA和亨利的十分吻合，他是亨利的克隆体。亨利之后去见杰克的联络人尤里，了解到克隆计划的真相，他杀的人是项目的科学家。科学家设计出一种方法，用来制造没有感情或痛苦的生命体，后来他想离开计划，但想法暴露后便遭到杀害。
为了让小克不要落入克莱的阴谋诡计，亨利打电话给拉西特，让他安排小克护送丹妮回美国。小克一直利用从丹妮身上搜集的踪迹，为亨利设置陷阱，但丹妮提前用嘴里的窃听器向他发出警告。亨利摆脱小克的埋伏，把他是克隆体的真相告诉他，证据就是他们有着别人不知道的相同特征。小克非常伤心，他回到双子计划质疑克莱，克莱说他只有打败亨利，才能够超越他。
小克趁亨利潜入双子计划总部，与他一起击败克莱，亨利让小克退出，只有这样才能成为更好的自己。拜伦在克莱发动的伏击中遇害，小克与克莱空手搏斗，但被克莱打昏。
击退双子特工的一波攻势后，亨利、丹妮和小克遇到装备全套特制盔甲，没有痛苦或情绪的特工，利用枪火外加爆炸，才勉强将他击倒。三人摘掉他的头盔，发现他也是亨利的克隆体，年龄和小克一样，没有感情和痛苦。克莱告诉小克，制造拥有亨利技术的克隆体，既让年轻的士兵免除死亡威胁，又可以让行动取得难以置信的成功，以此证明他的计划有合理性。然而小克觉得他很恶心，想一枪打死他，但亨利说想自己动手，洗清自己杀人的沉重罪孽。
亨利后来见到小克的时候，他已经上了大学，化名“杰克逊·布洛根”（Jackson Brogan），用的是亨利母亲的姓。亨利和丹妮一起规划杰克逊的未来。

## 角色
- 威爾·史密斯飾演亨利·布洛根（Henry Brogan），一名準備退休的51歲美國國防情報局（DIA）特務[7][8]。史密斯曾在2013年表示自己數度找導演李安合作，但都沒成功[9]，到台灣宣傳電影《地球過後》時也再度表達合作意願[10][11]。李安回憶說，史密斯在彩排期間非常樂於分享自己的一切，並稱這份魅力是無法從史密斯的舊作中直接取得的[12]。
  - 史密斯也透過特效飾演比亨利年輕的23歲複製人「小克（Junior）」[12][8]。李安表示，年輕時的他只會專注於讓小克成為有說服力的角色，但在現今，「我拍片的時間已夠長，可以學會尊重電影明星不只是個演員。他是與人們建立有關係的。」[12]

- 克萊夫·歐文飾演克萊頓·「克萊」·瓦里斯（Clayton "Clay" Varris），複製人計畫的負責人[13]。

- 瑪麗·伊莉莎白·文斯蒂德飾演丹妮·扎卡維斯基（Danny Zakarweski），監視亨利的女特務[13]。為了勝任該片和另一電影《猛禽小隊：小丑女大解放》（2020年）的動作戲，文斯蒂德接受了巴西柔術、槍戰策略的訓練[14]。由於拍攝規格及畫質極高，可以清楚捕捉到演員的臉部細節，因此文斯蒂德在拍片時必須保持素顏狀態[15]:31。伊莉莎白·戴比基與塔蒂亚娜·马斯拉尼曾是該角的演員人選[13][16]。

- 黃凱旋飾演巴隆（Baron）[17]

- 琳達·艾蒙德（英语：Linda Emond）飾演珍妮特·拉西特（Janet Lassiter）[18]

- 西奧多拉·瑪麗安（Theodora Miranne）飾演凱蒂（Kitty）[19]

- 道格拉斯·哈吉（英语：Douglas Hodge）飾演傑克·威利斯（Jack Willis）[20]

## 製作

### 籌拍
該片基於編劇達倫·萊姆克構思的一個概念。華特迪士尼影業與傑瑞·布洛克海默於1997年開始製作該片，當時的導演人選是東尼·史考特，而另一位導演喬·卡納漢也曾拍過一段毛片毛遂自薦。該片原定由哈里森·福特飾演主角，克里斯·歐唐納飾演年輕版複製人。此外也有許多演員曾接洽過主演事宜，包含克林·伊斯威特、梅尔·吉布森、強·沃特、肖恩·康纳利和尼古拉斯·凯奇等人。2009年，導演換成柯提斯·韓森。當時迪士尼的電腦動畫與特效工作室「秘密實驗室」（The Secret Lab，現已關閉）開發了一部名為《人臉計畫》（Human Face Project）的測試短片，計畫打造電影中的特效，如呈現片中比主角本人年輕的複製人所需的返老還童特效。《雙子殺手》在迪士尼手上時並未有任何進展，因該技術不夠發達，無法拍攝該片。
萊姆克的劇本後來又經比利·雷、安德魯·尼可、大衛·班紐夫、布萊恩·海格蘭、強納森·漢斯林和編劇二人組史蒂芬·J·李佛（Stephen J. Rivele）與克里斯多福·沃金森等人之手進行改寫。2016年，天空之舞传媒從迪士尼手中買下該片，布洛克海默依舊擔任製片人。大卫·埃里森也是製片人之一。李安於2017年4月簽約執導。2017年4月，據報導，威爾·史密斯有意主演該片，同年稍晚正式加入劇組。克萊夫·歐文與瑪麗·伊莉莎白·文斯蒂德分別於2018年1月12日和1月16日簽約參演。

### 拍攝
該片的主體拍攝於2018年2月27日在美國喬治亞州的薩凡納開始。因薩凡納當地多蟲，使得劇組人員都得戴著蚊帳頭罩才能到室外。開拍同時，演員黃凱旋加入了劇組。接著，劇組前往哥倫比亞的卡塔赫納拍攝一場街頭槍戰戲，其中包含主演史密斯在一面有400年歷史的古牆上面飆車的戲碼。劇組接下來移師至匈牙利的首都布達佩斯。7月13日，在拍完布達佩斯的部分後，導演李安與製片人布洛克海默在Twitter上宣布該片的外景拍攝作業已結束。
該片由奧斯卡金像獎得主迪昂·比比掌鏡，使用器材為阿萊Alexa攝影機搭配斯泰克公司（Stereotec）的輔助設備。同李安先前的作品《比利·林恩的中場戰事》（2016年），該片也是以每秒120高幀率、4K、3D的罕見高規格拍攝。《雙子殺手》的武術指導由J·J·佩里擔任，他曾與李安合作過《比利·林恩的中場戰事》，並參與過多部動作大片的製作，如《捍衛任務2：殺神回歸》（2014年）和《玩命關頭8》（2017年）等。對於片中亨利與複製人飛車追逐和用機車當武器對打的橋段，李安用「騎機功夫」（Bike-Fu）這個詞來形容。

### 特效
該片的特效部分由Weta數位打造，其知名作品包含《魔戒》電影三部曲和《阿凡達》（2009年）等。劇組透過電腦動畫來打造片中的年輕版複製人，並由史密斯進行動態捕捉，同時也包含臉部表情。該片的特效總監比爾·威斯坦霍佛表示，複製人就只是單純的電腦動畫角色，並沒有採用電影《驚奇隊長》（2019年）中用在山繆·傑克森身上的「年輕化」（de-aging）技術，也不是替換臉部的科技。

## 配樂

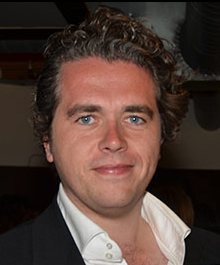
該片的配樂由羅恩·巴夫創作（攝於2007年）

2019年2月底，曾為《驚聲尖叫》系列電影、《決戰3:10》（2007年）和《羅根》（2017年）等片創作配樂的馬可·貝爾特拉米加入劇組。2019年6月底，據報導，曾與製片商天空之舞传媒多次合作動作片的羅恩·巴夫取代了貝爾特拉米。巴夫表示，片中主角亨利的主題音樂是電子大提琴樂，而複製人小克的則是自然聲的大提琴樂，並說明原因：「雖然小克是複製人，但我想指出一件事情，那就是他其實比亨利還要更像個真人」。該片的電影原聲帶於2019年10月11日首發限量版。
| 曲目列表 | 曲目列表                  | 曲目列表 |
| 曲序     | 曲目                      | 时长     |
| -------- | ------------------------- | -------- |
| 1.       | Last Shot                 | 3:56     |
| 2.       | Burning the Past          | 3:45     |
| 3.       | Are You Dia?              | 2:57     |
| 4.       | First Confrontation       | 3:38     |
| 5.       | Cartagena                 | 2:33     |
| 6.       | Bike Fu                   | 3:10     |
| 7.       | Catacombs                 | 4:27     |
| 8.       | I Know You Inside and Out | 5:02     |
| 9.       | Henry and Junior          | 2:32     |
| 10.      | Fighting Gemini           | 4:00     |
| 11.      | Teaming Up                | 2:27     |
| 12.      | Don't You Feel Pain?      | 3:17     |
| 13.      | Verris                    | 3:38     |
| 14.      | A Perfect Version of You  | 3:52     |
| 15.      | Those Ghosts              | 2:26     |
| 16.      | Thanks, Brother           | 2:00     |
| 17.      | Gemini Man                | 8:02     |
| 总时长： | 总时长：                  | 61:42    |

## 上映
《雙子殺手》於2019年10月1日在蘇黎世影展舉行首映，並於10月11日星期五在美國院線上映，恰逢哥伦布日（星期一）連假。該片的首支片段於2019年4月4日在美國拉斯維加斯的國際電影產業博覽會（CinemanCon）上釋出，廣受媒體好評；而首支預告片則於4月23日在網路上釋出。
台灣方面，該片原定於2019年10月25日星期五上映，後來提前至10月23日星期三，與導演李安65歲生日同天。李安也於台灣時間10月18日晚間（原定10月20日）和主演威爾·史密斯、製片人傑瑞·布洛克海默與大卫·埃里森抵台宣傳，參加21日的台北首映禮。結束5天4夜的行程後，史密斯等人於22日離台，而李安則未與他們同行返美。

### 影音規格
該片以每秒120高幀率、4K、3D的罕見高規格拍攝，全球少有電影院有能播映此種高規格電影的設備。據報導，全美僅有14家電影院有播放120幀3D高規格電影的能力，且最多只有2K格式（畫質約是4K的四分之一），沒有任何一家電影院能播映120幀、4K、3D的最高規格。除了高幀率版本外，美國影院也播映標準2D、杜比影院和IMAX版本，少數影院提供「3D+」版本。
臺灣的京站威秀影城在2016年曾為《比利·林恩的中場戰事》建置當時全臺唯一能播放120幀、4K、3D電影的「未來3D影廳」，但4K播映設備已在開幕4個月後公告拆除，至此臺灣並沒有能支援最高格式的影院，最高規格是花蓮新天堂樂園威秀提供的60幀、2K、IMAX 3D版本。在中國大陸，據報導，在第一、二線約10個城市已有電影院能播映最高規格版本。在美國中國戲院的首映禮上，派拉蒙影業借用了中國大陸新開發的CINITY HFR 播映設備，呈現出120幀、4K、3D的最高品質。

## 迴響

### 評價
影評人給予《雙子殺手》的評價以負面為主，而觀眾的整體評價則偏正面。爛番茄根據328條評論，獲得27%的新鮮度，平均得分4.7／10，創下李安個人作品新低，而觀眾評分則為71%高分，平均得分為3.8／5。該網站共識：「演員部分的精湛演出支撐了《雙子殺手》那令人印象深刻的視覺效果，但令人沮喪的低階故事致命地毀了這部科幻驚悚片。」在Metacritic上，電影獲得38分。據CinemaScore進行的調查，觀眾的平均評價於A+至F間落於「B+」，而在PostTrak上，該片則取得3.5顆星（滿分5顆）的分數。

### 票房
截止至下檔時（2019年12月），《雙子殺手》在美國及加拿大地區共累積了4,854萬美元的票房，加上來自其他地區的1.249億美元，全球票房共計1.734億美元。根據估算，該片如果想要收回成本，其最終的全球總票房必須要有2.75億美元。2019年10月20日，有鑑於該片上映至此全球票房僅1.18億美元，且美國以外地區的總票房也不夠亮眼，《好萊塢報導》估計該片將導致7,500萬美元的虧損。2019年11月3日，Deadline Hollywood預估虧損值將達到8,000萬美元。2020年4月，Deadline Hollywood稱本片是去年虧損第四多的票房炸彈，估計損失達1.111億美元。

#### 北美地區
在北美，該片與動畫片《阿達一族》和喜劇片《神機有毛病》同期上映並競爭，而上映第2週的《小丑》也是對手之一。Deadline Hollywood預測，該片將在首週末進帳2,400萬至2,900萬美元的票房。該片在星期四的晚場透過約3,000家電影院收穫160萬美元，加上星期五首映當天的票房共750萬美元，此一成績讓週末票房的預測值下降至1,900萬至2,000萬美元。根據週末結算的報導，該片在首映週末透過3,642家電影院（其中約1,400家提供3D高幀率版本）進帳2,050萬美元，排名當週票房第三，僅次於《小丑》（5,500萬美元）和《阿達一族》（3,030萬美元）。外界認為，首週末成績不理想的原因可能包含口碑不佳、老套的故事設定，以及《小丑》吸走了大量票房等。對此，Deadline Hollywood估測，該片可能會讓片商虧損6,000萬美元，而《好萊塢報導》則指出，該片的票房可能要靠北美以外的市場來挽救。隔週末，該片進帳890萬美元，比起上週末下跌了58.6%，排名第五。第三個週末，該片的票房為400萬美元，位居第七。之後的數個週末，該片的票房都在前十名之外。

#### 其他地區
北美以外，該片提前北美一週在法國、德國、瑞士、澳洲和以色列五個國家搶先上映，在五個國家的開畫票房都登上榜首，總票房達到700萬美元。其中，該片在以色列的首週票房創下李安個人作品的紀錄。隔週末（北美上映週），《雙子殺手》在58個國家進帳3,110萬美元，略顯無力，《小丑》在其中許多國家的票房都擊敗該片。雖然如此，該片在其中25個國家的票房仍刷新了李安個人作品的紀錄。第三個週末，該片的國際票房為3,340萬美元，其中以中國地區的票房收入占大多數，但受到《黑魔女2》的票房威力影響，成績並不如預期。到了第四週，該片開始在臺灣、日本等地上映，而中國地區的票房收入仍未有太大起色，最終週末票房總計1,270萬美元。第五個週末，該片在北美以外的55個國家進帳450萬美元，僅次於《壞壞萌雪怪》（58個國家；770萬美元）和《喪屍樂園：連環屍殺》（45個國家；700萬美元）排名第三。第六個週末，該片透過50個國家進帳180萬美元。第七個週末，該片透過50個國家進帳150萬美元。
臺灣方面，首日票房為新台幣840萬元，首週五天票房為新台幣5,744萬元，登上冠軍寶座；次週票房累計至新台幣1.01億元；第三週票房累計至新台幣1.19億元；第四週票房累計至新台幣1.27億元；最終全台票房為新台幣1.32億元。
| 上一届： 《黑魔女2》 | 2019年台北週末票房冠軍 第43-44週 | 下一届： 《魔鬼終結者：黑暗宿命》 |

## 小說版
- Titan Books. . US: Titan Books. 2019-10-15. ISBN 978-1789093018 （英语）.
  - Titan Books著; 李斯毅、洪世民譯. . 臺灣: 麥田. 2019-10-17. ISBN 9789863446880 （中文（臺灣））.

## 外部連結
- 互联网电影数据库（IMDb）上《雙子殺手》的资料（英文）
- AllMovie上《雙子殺手》的资料（英文）
- Metacritic上《雙子殺手》的資料（英文）
- Box Office Mojo上《雙子殺手》的資料（英文）
- 爛番茄上《雙子殺手》的資料（英文）
- 開眼電影網上《雙子殺手》的資料（繁體中文）
- 豆瓣电影上《雙子殺手》的資料 （简体中文）
- 时光网上《雙子殺手》的資料（简体中文）